# Acidostoma molariferum
Acidostoma molariferum is een vlokreeftensoort uit de familie van de Acidostomatidae. De wetenschappelijke naam van de soort is voor het eerst geldig gepubliceerd in 1963 door Margulis.